# Madonna col Bambino in trono tra i santi Francesco e Sebastiano
La Madonna col Bambino in trono tra i santi Francesco e Sebastiano è un dipinto a tempera e oro su tavola (173x145 cm) di Carlo Crivelli, datato al 1491 e conservato nella National Gallery di Londra. È firmato OPVS CAROLI CRIVELLI VENETI MILES 1491.

## Storia
L'opera venne commissionata al pittore dalla vedova Oradea Becchetti che, di famiglia facoltosa, fece dipingere la pala in memoria del marito Giovanni, ponendola su un altare nella chiesa di San Francesco a Fabriano. All'ingente spesa si riferisce l'iscrizione alla base del dipinto: "Almae consolationis Matri Mariae: priores posterosq(ue) miserata suos. Oradea Joamnis aere proprio/non modico dicavit", cioè "In onore di Maria, Madre della Consolazione, abbi pietà dei loro predecessori e discendenti. Oradea di Giovanni con spesa propria non modica fece dedicare". Il riferimento alla spesa ingente, anche per il ricorso al migliore artista reperibile in regione, da poco nominato cavaliere (miles), è comunque da riferirsi probabilmente all'intero altare che essa aveva fatto allestire, più che alla sola pala, in adempimento con le volontà testamentarie del marito. Forse lo stesso nome di Oradea ("prega Dio") è simbolico: essa si trova raffigurata, piccolissima, dietro san Francesco, in basso.
Per l'artista si trattò della seconda commissione in cui poté confrontarsi con la forma unitaria di una pala in senso rinascimentale, anziché con un polittico a scomparti. La prima era stata la Pala di San Pietro di Muralto, databile al 1488-1489. Nel 1498 la tavola fu di ispirazione per Barnardino di Mariotto, che in quell'anno firmò una pala nella chiesa di Bastia (presso Fabriano) visibilmente ispirata alla Madonna in trono tra i santi Francesco e Sebastiano.
La cappella venne completata nel 1491, e la tavola di Oradea vi rimase fino al XVIII secolo, menzionata dal Benigni e dal Gilli-Guerrieri.
Dopo il terremoto del 1741 (che compromise nella chiesa gli affreschi di Orazio Gentileschi), la chiesa pericolante fu abbattuta nel 1780 per venire ricostruita dal 1781 al 1788 e di nuovo demolita nell'Ottocento.
La tavola dovette scomparire poco dopo il terremoto, oppure durante i lavori della prima ricostruzione. La si ritrova sul mercato antiquario di Roma nel 1841, dove l'acquistò il marchese di Westminster Richard Grosvenor e la portò a Londra. Dopo la sua morte, nel 1869, la sua vedova la donò al museo londinese nel 1870.
A volte la pala è stata scambiata con la Madonna tra due santi citata dal Ricci nella chiesa di San Domenico a Fermo, facendo confusione con la Pala di San Francesco a Fabriano, pure proveniente in origine dalla stessa chiesa di Fabriano e oggi, negli scomparti principali, alla Pinacoteca di Brera.

## Descrizione e stile
Il trono della Vergine, in ricchi marmi, è incorniciato da sue tende che fanno da sfondo ai santi laterali ed ha un altro drappo che pende lungo lo schienale, con l'effetto di lasciare appena visibile, in alto, un brano di cielo azzurro e alcuni delicati fiorellini di campo. Grossi frutti pendono dalla mensola alla base della cimasa del trono. Altri fiori si trovano sparsi sul gradino ai piedi di Maria, in un vaso e in un bicchiere sul bracciolo: si tratta di fiori simbolici, vuoi per il colore rosso, che ricordava il sangue versato da Cristo, vuoi per il bianco, simbolo di purezza e virginalità di Maria, sia per altyri significati peculiari di origine medievale, legati alla sapienza degli erbari.
La Madonna stringe a sé il figlio con un gesto drammatizzato dalla posa e l'espressività delle mani, mentre lo sguardo è dolce e rivolto allo spettatore. Il suo capo si inclina verso quello del figlio che allunga le braccine per afferrarle il velo. Una certa rigidità del Bambino deriva probabilmente dall'esempio di Mantegna, l'artista a cui più Crivelli guardò nell'eleborare le sue pale di stampo rinascimentale. All'insegna di tale gusto il Crivelli sembra qui anche alleggerire il consueto tripudio decorativo, ad esempio facendo indossare a Maria un vestito scuro, piuttosto che un elaborato damasco, sebbene continui a curare con cura i dettagli più minuti, forse le parti più godibili dell'intera pala: dalla lumaca in primo piano ai fiorellini, dalla trasparenza del vetro alla delicatezza del panneggio e delle frange. La lumaca si credeva che si riproducesse asessuatamente, per cui simboleggiava l'Immacolata concezione. Proprio in tali elementi l'artista colse intensissimi brani di verità, a fronte di figure un po' impacciate e di una costruzione composiztiva un po' schematica.
I due santi laterali infatti, san Francesco d'Assisi a sinistra (col saio francescano e le stimmate) e san Sebastiano a destra (seminudo, legato a una colonna e trafitto da frecce), hanno pose simmetriche, con una gamba proiettata in avanti e il busto inclinato, quasi a suggerire un'ideale mandorla attorno a Maria.